# Томпсон, Уоррен
Эла́йджа Уо́ррен То́мпсон (англ. Elijah Warren Thompson) или Уо́ррен Т. То́мпсон (англ. Warren T. Thompson; 7 декабря 1814, Уолпол, Массачусетс, США — январь 1901, Кройдон, Лондон, Великобритания) — американский и французский пионер фотографии.

## Биография
Уоррен Томпсон родился 17 декабря 1814 в городке Уолпол, Массачусетс, США. Он был старшим сыном Элайджи Томпсона младшего (1790—1861) и Роксанны Колбурн (1794—1884), причём на момент свадьбы мать была уже беременна Элайджей Уорреном, поскольку он родился через 4,5 месяцев после неё. О ранней жизни Томпсона практически ничего не известно. В начале 1840-х годов он переехал в Филадельфию, где в совершенстве освоил технологию дагеротипии и даже получил патент на электролизный процесс получения цветных дагеротипов в мае 1843 года, который впрочем вскоре уступил другому фотографу.
В 1845 году он приехал в Париж, имея при себе рекомендательное письмо от русского консула в Нью-Йорке к своему коллеге Иванову в столице Франции. Томпсон привёз с собой с родины большое количество образцов фотопластин, причём использовал пластины половинного размера, а не четвертного, как было принято в Европе в то время. Благодаря Иванову Томпсон познакомился с находившимся в то время в Париже русским дагеротипистом Сергеем Львовичем Левицким, который высоко оценил его работы, характеризовавшиеся умелым использованием света, мягкостью теней и полутонов. В 1849 году Томпсон открыл собственное ателье в центре города на бульваре Пуассоньер, 14 — это было большое двухэтажное помещение, состоявшее из трёх комнат с тремя большими витринами.

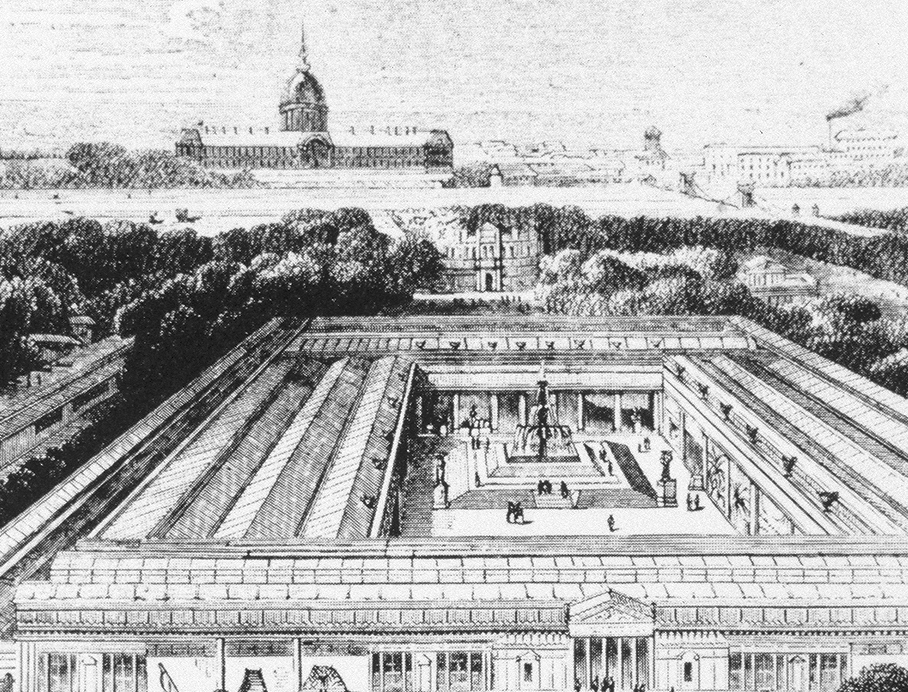
Павильоны Парижской промышленной выставки 1849 года

В том же 1849 году работы Томпсона получили медаль на Парижской промышленной выставке. В 1850 году студия Томпсона сменила адрес и стала размещаться на Рю-Басс-дю-Рампар, 24, где он попытался организовать мастерскую по производству дагеротипов с французским коммерсантом по имени Арсен Давид. По тому же адресу жил Франц Ксавер Винтерхальтер — на тот момент один из самых известных европейских художников, специализировавшихся на написании портретов коронованных особ. Вполне вероятно, что Томпсон и Винтерхальтер были знакомы, поскольку в течение последующих нескольких лет часто запечатлевали одних и тех же персон — один делал живописные портреты, другой дагеротипы. Причём, в отличие от большинства фотографов той поры, Томпсон мог печатать не только фотографии небольшого размера, но и портреты в натуральную величину, что безусловно должно было нравиться высокопоставленным клиентам.
В 1851 году Томпсон принял участие в Всемирной выставке в Лондоне, где его дагеротипы принесли ему бронзовую медаль. Тогда же его имя впервые появилось на страницах фотографического издания La Lumière (№ 2, март). В том же году он изготовил особенный дагеротип с пластиной увеличенного размера, который позволил итальянцу Иньяцио Порро сделать самый качественный на тот момент снимок солнечного затмения. В 1852 году он был одним из двух фотографов, которые присутствовали на организованном императором Наполеоном III военном параде, и он легко победил своего конкурента, создав для этой съёмки огромный дагеротип с пластиной размером 2 × 3 фута (примерно 0,61 × 0,91 м). 

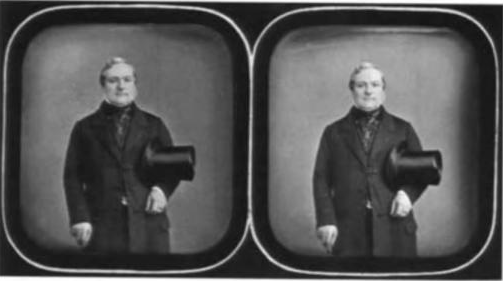
Портрет джентльмена с цилиндром. Стереоскопическое изображение. Около 1855 года

На Лондонской выставке 1852 года, в которой принимал участие Томпсон, был также впервые представлен публике стереоскоп. Уоррен тут же приобрёл новинку, которую стал использовать для создания фотопортретов своих клиентов (причём до приезда Томпсона в Париж фотопортреты вообще не пользовались там популярностью). В 1852 году мастерская Томпсона переехала на Рю-де-Шуазёль, 22, а его старая мастерская осталась Сергею Левицкому. В рекламе, посвящённой новому адресу мастерской Томпсона, сообщалось, что он производил дагеротипные и стереоскопические работы (в том числе, большого формата), а также печать на стекле и бумаге и занимался продажей оборудования и химикатов для дагеротипов. В 1853 году он получил два патента — один на складной стереоскоп, второй — на защитные рукава из меди, цинка, бумаги или гуттаперчи для дагеротипных (в частности — стереоскопических) изображений. В 1855 году Томпсон принял участие во Всемирной выставке в Париже, на которой его работы были удостоены медали первого класса. Работы Томпсона характеризовались не только техническим совершенством исполнения, но и интересной композицией. Он также любил делать дагеротипные автопортреты, представая в необычном антураже — то в образе романтического охотника, то в экзотическом арабском одеянии.

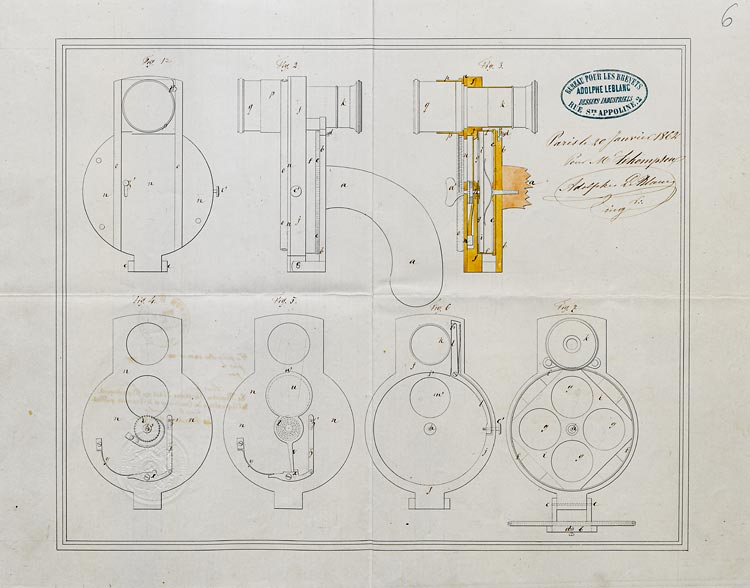
Патент Томпсона на фотографический револьвер

В 1858 году Томпсон, по всей видимости, перестал заниматься фотографией, так как его мастерская на Рю-де-Шуазёль перешла его старому знакомому Сергею Левицкому, а информации о деятельности Томпсона как фотографа по какому-либо иному адресу нет. В 1858 году он получил патент из области, отличной от фотографии — он касался улучшений в электрическом телеграфе. В 1861 году он получил два патента: один касался фотографического телеграфа, а второй (Томпсон ненадолго вернулся в область фотографии) — фотографического револьвера. 
В последовавшее вслед за этим десятилетие нет никаких данных о жизни и деятельности Уоррена Томпсона. Лишь в 1871 году он обнаружился в британской переписи населения в лондонском пригороде Финсбери, его адрес — Винсент-стрит, 15. В качестве рода его деятельности названо отношение к искусству (англ. artist), также сказано, что он женат, но когда, где и на ком он женился, неизвестно. Также неясна причина и год переезда из Парижа в Лондон — произошло ли это из-за шедшей Франко-прусской войны или из-за чего-то ещё. В последующих двух переписях населения Томпсон также упоминается как житель пригородов британской столицы: в 1881 году он жил на Энглфилд-роуд, 16 в Хэкни (в переписи он назван вдовцом), в 1891 — на Грейндж-парк, 24 в Кройдоне (указан как женатый — вероятно, женился вторично). В январе 1901 года находится некролог на смерть американского гражданина Уоррена Томпсона, 86 лет, жителя Кройдона.

## Критика современников
К сожалению, очень немногие дагеротипы Томпсона сохранились до наших дней, поэтому о многом можно судить только по словесным описаниям современников. Так, ещё в 1849 году работы американца получили похвалу от Леона Делаборда за их размер и качество исполнения.
Русский дагеротипист Сергей Львович Левицкий, позднее ставший собственником парижского ателье Томпсона, отмечал, что его работы были «не просто дагеротипами, но произведениями искусства».